# Roser espinosíssim
El roser espinosíssim (Rosa pimpinellifolia) és un arbust de les famílies de les rosàcies i també és conegut com a roser bord o roser salvatge. La seva distribució es localitza a Europa occidental, central i meridional i el nord-oest d'Àfrica. Dins de Catalunya el podem trobar a les comarques septentrionals com la Cerdanya o el Ripollès i a boscos eixuts des del Baix Llobregat fins als Ports de Beseit.
És un arbust de brancam dret, que no sobrepassa el metre d'alçada amb les tiges plenes d'agullons molt desiguals els uns dels altres i de 2 a 12 mm. Les fulles són compostes amb 7-9 folíols ovats, petits i d'uns 1,5 cm de llargada.
La floració té lloc entre els mesos de maig i juny. Les seves flors blanques són solitàries, de 3 a 5 mm. i formats per 5 pètals i 5 sèpals.